# Guix. Elements d'Acció Educativa
Guix. Elements d'Acció Educativa és una publicació editada per l'Editorial Graó des de l'any 1977. En 2016 comptava amb 425 títols editats. És una revista dirigida al professorat d'escoles i instituts, que dona resposta a les necessitats de posada al dia en la matèria, que inclou de la reflexió teòrica a l'aplicació i des de la presa de decisions més generals a nivell de centre a les més concretes de la mateixa aula. El perfil del lector és professorat d'educació primària i d'educació secundària.
L'any 1997 es van recollir en un llibre quinze anys d'unes tires humorístiques dibuixades per Sempere per a la revista.